# Mahira
Mahira là một thị trấn thống kê (census town) của quận Barddhaman thuộc bang Tây Bengal, Ấn Độ.

## Nhân khẩu
Theo điều tra dân số năm 2001 của Ấn Độ, Mahira có dân số 4492 người. Phái nam chiếm 56% tổng số dân và phái nữ chiếm 44%. Mahira có tỷ lệ 61% biết đọc biết viết, cao hơn tỷ lệ trung bình toàn quốc là 59,5%: tỷ lệ cho phái nam là 70%, và tỷ lệ cho phái nữ là 49%. Tại Mahira, 12% dân số nhỏ hơn 6 tuổi.